# Afrik.com
Afrik.com est un portail d'information en ligne créé en 2000 concernant l'actualité du continent africain. Le site est une référence concernant l'actualité du continent africain selon le Petit Futé[pertinence contestée].

## Création
Le site est créé par Antoine Ganne, chargé de mission au CSA (Conseil supérieur de l'audiovisuel) en avril 2000.
En 2001, les six journalistes principaux travaillant pour le site étaient originaires d'Afrique, mais vivaient à Paris, ce qui constitue, aux yeux du fondateur, un gage d'indépendance à l'égard des gouvernements africains. Des pigistes basés au Tchad, en Côte d'Ivoire, au Sénégal, au Maroc et au Swaziland, collaborent par ailleurs au site.
Les articles sur des sujets culturels occupent une place importante. Du fait de l'intérêt porté aux artistes africains contemporains, Afrik.com a « un angle très éditorial qui l'éloigne du portail régional francophone Mbolo.com ».
La société L'Afrique sur Internet qui gère Afrik.com compte parmi les personnalités qui siègent à son comité éditorial Michel Field, Hervé Bourges, président du CSA, qui a accordé son appui à la création du site, Pierre Moussa (ancien président de Paribas), Manu Dibango et l'écrivaine camerounaise Calyxte Beyala.
Le financement du portail provient en 2001 des publicités.

## Développement
En 2022, Afrik.com est devenu  « le premier quotidien francophone panafricain sur Internet couvrant l'ensemble des pays d'Afrique » (selon Le Petit Futé).

### Données chiffrées
En 2001, le portail Afrik.com avait 450 000 pages vues par mois. En 2007, il compte 6 à 7 millions de pages vues par mois, et 2 millions de visiteurs uniques par mois. À titre de comparaison, Jeune Afrique compte pour sa part, toujours en 2007, 2,8 millions de pages vues par mois, et 750 000 visiteurs uniques mensuels.
Le public de Afrik.com se situe à 60 % en France et en Europe, et à 30 % en Afrique du Nord (en 2007).
Le chiffre d'affaires en 2007 est de 200 000 euros par mois.

### Contenu éditorial
La ligne éditoriale d'Afrik.com est considérée comme plus indépendante politiquement que celle de Jeune Afrique. Lorsque le sujet est sensible, il est confié à l'équipe de journalistes basée en France, pour protéger les journalistes locaux contre d'éventuelles pressions.
Afrik.com mise d'un côté sur un « ton jeune » que reflètent des titres comme « Femmes je vous aime », ou « Tripoli pour être honnête » (avec jeu de mots sur « trop poli ») ; d'un autre côté sur des articles consacrés à des sujets sérieux comme le sida ou les déceptions que provoque l'offre politique dans certains pays africains. Afrik.com aborde parfois des sujets pratiques comme les moyens de téléphoner à bas prix d'Afrique vers d'autres régions du monde ; mais le portail a traité aussi des sujets politiques délicats tels que l'assassinat de Laurent-Désiré Kabila, la ligne de conduite des États-Unis en Afrique, ou les effets de l'adoption en Égypte de la loi autorisant les femmes à solliciter le divorce (loi appelée « kholea » ou « khul »).

### Rédacteur en chef
- Depuis mai 2015 au moins[6] : Abubakr Diallo
- Jusqu'en 2012 au moins[7] : Falila Gdadamassi

### Audiovisuel
En 2010, Afrik.com lance Afrik.Tv, la première agence d'information audiovisuelle africaine. À ses débuts, le journaliste Joakim Afoutini est le directeur de la rédaction. En 2013, il crée la société de production Afriprod.

### Édition
Afrik.com est doté d'une librairie en ligne et offre un service d'édition numérique et sur papier aux écrivains africains.